# 巴布亚恶魔猪
巴布亚恶魔猪（英文：Papuan Devil-Pig）又名Gazeka或Monckton's Gazeka，是一种出没于巴布亚新几内亚的未确认生物，其历史可追溯至20世纪初探险家们的记录。巴布亚恶魔猪通常被描述为一种有着长鼻子、毛茸尾巴与黑白条纹的巨型动物。有理论认为，巴布亚恶魔猪是地懒、貘或袋貘科的幸存后代。

## 历史
1875年，德国动物学家阿道夫·迈尔（Adolf Meyer）在一封信件中记录了巴布亚人所描述的一种类似巨猪的动物。
1962年，安布谷（Ambun Valley）发现一块描绘有着长鼻子动物的石雕，有研究者认为这可能与巴布亚恶魔猪有关。